# Barea Sorano
Quinto Marcio Barea Sorano o Barea Sorano (en latín: Quintus Marcius Barea Soranus) fue un senador romano que vivió durante los reinados de Claudio y Nerón. Fue cónsul sufecto en el 52, pero más tarde, atrajo el odio de Nerón y, al ser condenado a muerte, se suicidó. Estaba asociado con un grupo de filósofos estoicos, opuestos a lo que percibían como una tiranía y que denunciaban las tendencias autocráticas de determinados emperadores, a los cuales se conocía como la oposición estoica.

## Biografía

### Familia
Sorano era miembro de la gens Marcia e hijo de su homónimo  Quinto Marcio Barea Sorano, que había sido cónsul sufecto en el 34 y gobernador de África por dos veces. Su hermano era Quinto Marcio Barea Sura, amigo del futuro emperador Vespasiano. Tío de Marcia, madre del futuro emperador Trajano, y de Marcia Furnila, segunda esposa del futuro emperador Tito. Se casó con Servilia Considia, hija de Marco Servilio, cónsul en el año 3, y tuvo una hija, Servilia. Varios eruditos, piensan que en realidad, Marcia Furnila, no sería la hija de su hermano, sino hija suya.

### Carrera política
Su carrera antes de convertirse en cónsul sufecto en el 52, bajo el principado de Claudio, es poco conocida. Después de portar las fasces, Sorano fue enviado a Asia como procónsul alrededor del 61/62. Durante este mandato, se distinguió por la justicia y la lealtad a las poblaciones locales, lo que desató la ira del emperador Nerón, ya que este, había ordenado a su liberto Acrato que se llevara las obras de arte de la ciudad de Pérgamo, pero el pueblo se rebeló. Sorano se negó a seguir las órdenes del emperador para que castigara a sus ciudadanos.

### Proceso y muerte
Sorano fue acusado por Ostorio Sabino, del orden ecuestre, por haber sido amigo de Rubelio Plauto y por haber gobernado la provincia de Asia con el fin de aumentar su poder personal y provocar disturbios contra el emperador Nerón. Otra acusación también se dirigió contra su hija, Servilia por ser sospechosa de haber pagado los servicios de un hechicero (magus) y por eso fue juzgada junto con su padre. Servilia confesó haber consultado a los magi, pero solo para rezar en honor de su padre y del emperador. Más tarde, Sorano pidió que su hija quedara exculpada porque no era culpable de tener relaciones con Plauto ni de estar al tanto de las fechorías de su esposo, Cayo Anio Polión. Entre los testigos del juicio se encontraba Publio Egnacio Celere, un filósofo estoico, amigo del propio Sorano, quien sin embargo le traicionó por dinero. Otro testigo fue Casio Asclepiodoto, un rico y viejo amigo de Sorano, quien, por no haber traicionado al acusado, fue privado de toda su riqueza y enviado al exilio. Servilia y Sorano fueron condenados finalmente, pudiendo elegir entre el tipo de muerte, en 65 o 66, y decidieron suicidarse, mientras que Ostorio recibió un 1.200.000 sestercios además de la insignia de cuestor.